# 7219 Satterwhite
A 7219 Satterwhite (ideiglenes jelöléssel 1981 EZ47) a Naprendszer kisbolygóövében található aszteroida. Schelte J. Bus fedezte fel 1981. március 3-án.